# Eilema intermixta
Eilema intermixta är en fjärilsart som beskrevs av Walker 1864. Eilema intermixta ingår i släktet Eilema och familjen björnspinnare. Inga underarter finns listade i Catalogue of Life.